# Catraca de Muller
Na genética, catraca de Muller (em referência a Hermann Joseph Muller) é o processo pelo qual genomas de uma população assexuada acumulam mutações deletérias de forma irreversível (daí o termo catraca), um processo que os genomas de populações sexuadas podem facilmente reverter graças à recombinação.

## Explicação

### Histórico – Origem do conceito e etimologia
Sempre foi uma dúvida para os cientistas que se perguntavam: qual seria a vantagem do sexo, ainda mais, em organismos que possuem as duas forma de reprodução (sexuada e assexuada), como por exemplo, em protozoários. O geneticista estadunidense Hermann Joseph Muller, foi quem trouxe este problema à tona, quando descobriu que o raio x pode promover mutações, posteriormente, mostrou que esses malefícios podem acumular mais intensamente nas espécies que se reproduzem assexuadamente e de forma irreversível, e indicou que a reprodução sexuada, a partir da recombinação, conseguiria reverter esse efeito. usou-se, então, em analogia, o nome Catraca de Müller em seu reconhecimento às suas inúmeras contribuições e publicações na genética. Müller, também, foi agraciado com o Prêmio Nobel de Fisiologia e Medicina em 1946.)

### Conceito – Definição do processo
É um processo que mostra que através do aumento da probabilidade de homozigose aumentará, por consequência, o aumento da chance de eliminação de genes, ou seja, de acumulação deletéria. Por ser um processo irreversível (quando, apenas, ocorrer reprodução assexuada), incidirá significativamente na queda da população, podendo levar à extinção. Esta, foi uma proposta com o objetivo de explicar a vantagem da recombinação, promovida pela reprodução sexuada, e a extinção de populações assexuadas.

### Motivação – Fatores que influenciam ou afetam o processo

#### Processo de recombinação
A influência do processo de recombinação está diretamente relacionada ao tipo de reprodução, pois, este, refere-se à troca aleatória de material genético durante a divisão meiótica (paquíteno da prófase I) momento, que ocorre o fenômeno chamado crossing over, lá, formar-se-á os quiasmas que podem promover o intercâmbio de segmentos cromossómicos. Essa recombinação leva à variabilidade genética, promovendo, assim, o surgimento de adaptações relativas, que consistem em adaptações que podem ser melhores ou piores que aquelas já encontradas na população. Destes, será obvio que os indivíduos menos adaptados terão poucas chances de sobreviver e repassar seus descendentes, e tão logo serão eliminados da população. Em contra partida, os indivíduos mais adaptados terão maiores chances de sobreviver e formarem novas gerações. Aparentemente esse processo não é benéfico ao eliminar parte da população, porém, ele, de certa forma, expurga as mutações da população, minimizando assim o efeito da catraca de Müller.

#### População finita
A catraca de Muller é dependente da flutuação dos tamanhos das classes de indivíduos a qual uma população pode chegar, agindo diretamente na velocidade da catraca. Em populações finitas a deriva genética tem um papel fundamental, sempre haverá a probabilidade de que o indivíduo de maior aptidão seja eliminado. Esse tempo é extremamente relativo, em algumas populações ele poder ser muito elevado ou pouco.

#### Seleção de purificação
Existem vários tipos de mutações, as prejudiciais são capazes de reduzir drasticamente a aptidão (capacidade de adaptação) dos organismos, elas são rapidamente eliminadas por ação da seleção natural, a esse processe dá-se o nome de seleção purificadora, ou também chamada de seleção negativa. Entretanto em mutações com efeitos mais brandos ou fracos, não são tão afetadas pelo efeito purificador da seleção, e por consequência, acabam sendo transmitidas com mais facilidade para as próximas gerações. Como resultado do abrandamento do processo nesses tipos de mutação é uma diminuição mais rápida da adaptação média da população e por consequência a intensificação da velocidade da catraca de Muller.

### Implicação e consequência da catraca de Muller
Enquanto as populações assexuadas sofrem com os efeitos irreversíveis do acúmulo de mutações deletérias, e populações sexuadas são imunes a isto, ou seja, em populações assexuadas a catraca de Muller pode levar à extinção, em contraste, populações sexuadas possui a recombinação genética, para evitar que isso aconteça, ela permite a mistura dos genes paternos e maternos criando variações passíveis de ação pela seleção natural. Mostrando dessa forma a vantagem intrínseca da recombinação para a catraca de Muller.

### Exemplo de estudos relacionados à Catraca de Müller
Experimentos relacionando recombinação e mutação, evidenciaram que fenômenos de degeneração mutacional em populações finitas, também denominado, catraca de Müller, podem ocorrer com bastante frequência.
Duarte e colaboradores (1992) mostraram evidências claras de que a catraca de Muller pode operar em um vírus não recombinante de RNA não segmentado, patogênico de animais e seres humanos. Fizeram passagens de gargalo (transferências de placa-a-placa) do vírus de estomatite vesicular (VSV) e então quantificado aptidão relativa dos clones de gargalos, permitindo competição replicativa direta em infecções mistas em cultura de células. Eles analisaram as variáveis de aptidão, após apenas 20 transferências placa para placa de VSV. Observaram que em alguns clones não houve alteração na aptidão (ou apenas mudanças insignificantes). Surpreendentemente, as perdas de aptidão mais regulares e grave ocorreu durante a passagem do vírus em um novo tipo de célula hospedeira. Estes resultados demonstram novamente a variabilidade genética extrema e biológica de populações de vírus de RNA. Catraca de Muller pode ter implicações significativas para a variação da gravidade da doença durante surtos de vírus, já que gargalos genéticos devem ocorrer muitas vezes durante as transmissões de gotículas respiratórias e durante a propagação de vírus de baixo rendimento de RNA a partir de um local do corpo para outra (como acontece com o vírus da imunodeficiência humana). Da mesma forma, a geração de clones de menor probabilidade de aumento de aptidão durante repetidas transferências de gargalo genético de vírus de RNA na natureza também pode afetar a patogênese da doença em indivíduos infectados e em populações de acolhimento. Sempre que ocorrer gargalos genéticos de vírus de RNA, resultará em algumas mudanças biológicas entre as populações virais.
Andersson e Hugues (1996) examinaram se a catraca de Muller opera em Salmonella typhimurium, um organismo com base de DNA, com uma taxa de mutação típica. As células foram cultivadas sob condições esperadas para resultar em um alto grau de deriva genética, e um determinado aumento na carga mutacional. S. typhimurium acumulou mutações nestas condições tais que, após gerações 1700, 1% das 444 linhagens testadas tinham sofrido uma perda óbvia do valor adaptativo, tal como o decréscimo da taxa de crescimento. Estes resultados sugerem que, na ausência de sexo e com deriva genética elevada, mecanismos genéticos, tais como mutações de compensação, não podem compensar as acumulações de mutações deletérias.
Em outros modelos também estudados com relação à catraca de Müller, COLATO (2001) mostrou a transferência serial em gargalo de um único organismo (caso extremo de gargalo, mas servindo de exemplo para a catraca de Muller havendo a reprodução assexual) e demostraram logaritmamente o valor adaptativo médio da população decair de forma inversa ao número de transferências.
Wilfried e Reinhard (2000) discutiram a fixação de linhagens clonais em catraca de Muller. Eles utilizaram simulações para testar as previsões do processo de fixação de duas linhagens clonais concorrentes de uma população. Mostraram que quando as taxas de mutação não diferem significativamente, a linhagem com maior taxa de fixação, os efeitos deletérios pode a maior probabilidade de fixação, podendo, assim, competir com sucesso contra a linhagem com menor taxa.
Bachtrog e Gordo (2004), estudaram a evolução adaptativa de populações assexuadas. Descobriram que a acumulação de mutações deletéria, devido à operação da catraca de Muller, pode reduzir, consideravelmente, a taxa de fixação de alelos vantajosos. Essa redução pode ser aproximada, bem por uma redução no tamanho efetivo da população. Eles mostraram, também, que, enquanto o ritmo das mutações adaptativas tornar-se fixo é reduzido, a taxa de fixação de mutações deletérias devido à catraca de Muller, não é alterada pela presença de mutações benéficas, desde que a taxa de sua ocorrência seja baixa e os efeitos deletérios sejam mais elevados do que os efeitos benéficos. Quando os efeitos benéficos forem maiores que os efeitos deletérios, a vantagem de uma mutação benéfica para compensar os efeitos de mutações associadas. Sob estas condições, um alelo benéfico pode arrastar para fixação uma mutação deletéria inicialmente associada a uma taxa mais elevada do que na ausência de alelos vantajosos. Propuseram aproximações analíticas para as taxas de acúmulo de mutações deletérias e benéficas. Além disso, quando permitindo a possível ocorrência de interferência entre alelos benéficos, descobrimos que a presença de mutações deletérias de um ou outro efeito muito fraco ou muito forte pode marginalmente aumentar a taxa de acumulação de mutações benéficas sobre o observado na ausência de tais mutações deletérias.
Ao passo que o processo da catraca de Muller tem sido descrito na literatura, principalmente, para o caso em que todas as mutações são assumidas para ter o mesmo efeito sobre a aptidão, Söderberg e Berg (2007), para elucidar o comportamento da catraca de Muller num caso mais realista, onde a mutação deletéria irá afetar a capacidade com uma vasta gama de efeitos, a partir de quase neutro para letal, realizaram simulações em dois tipos de modelos: um em que todas as mutações têm o mesmo efeito sobre a seleção (modelo unidimensional), outro em que as mutações deletérias podem ser divididas em dois grupos com diferentes efeitos seletivos (bidimensional), e, finalmente, um em que os efeitos deletérios são distribuídos. O comportamento destes modelos sugere que mutações deletérias podem ser classificadas em três categorias diferentes, de tal forma que o comportamento de cada um pode ser descrita de uma forma simples. Isto tornou possível prever a taxa da catraca de Muller para uma distribuição arbitrária dos efeitos aptidão utilizando os resultados para o modelo unidimensional.
Perrin em 2009 discutiu a cerca da degeneração através da acumulação progressiva de mutações deletérias do cromossomo y não recombinante. Com isso, propôs um papel para a reversão sexual, que ocorre ocasionalmente em animais ectotérmicos, devido à dependência geral de processos fisiológicos da temperatura, onde a neutralização da catraca de Muller deve prevenir a decadência evolutiva do cromossomo y.
Kaiser e Charlesworth (2010) analisaram o processo de degeneração do cromossomo neo-Y em Drosophila miranda. Eles usaram estimativas de taxa de mutação e coeficientes de seleção para a perda de função. Mostraram que a elevada taxa de acumulação destas mutações pode ser largamente explicada pela catraca de Muller. Apontaram que a seleção em sítios codificantes não sinônimo podem acelerar o processo de perda do gene e que este efeito varia de acordo com o número de genes ainda presente no cromossomo.
Waxman e Loewe (2010) apresentaram uma nova abordagem para a catraca de Muller, onde o modelo Haigh é mapeado em um modelo mais simples que descreve o comportamento de uma população após um clique da catraca de Muller. Este novo modelo prevê a distribuição de tempos para o próximo clique da catraca de Muller e é equivalente a um modelo de Wright-Fisher para uma população de indivíduos assexuados com um loci e dois alelos. Neste modelo, os membros mais aptos de uma população correspondem aos transportadores de um alelo, enquanto todos os outros indivíduos têm aptidão de qualidade inferior e são representados como portadores de outro alelo. Desta forma, todos os indivíduos com o valor adaptativo de qualidade inferior são misturados em uma única classe de "mutante". A abordagem apresentada por eles tem algumas limitações e o potencial de melhoria. Previram que, o tempo entre os cliques da catraca de Muller não é sensível ao valor do coeficiente de seleção quando a velocidade de mutação é grande em comparação com o coeficiente de seleção contra uma mutação deletéria, e o intervalo de tempo entre os cliques da catraca de Muller tem, aproximadamente, uma distribuição exponencial. Sendo assim, mostrou-se possível determinar a variância nos tempos entre cliques.